# Antônio Vieira de Melo
Antônio Vieira de Melo (Muribeca, 1669 — Recife, 1764) foi um sertanista, nobre e latifundiário do Brasil colonial. Destacou-se como um dos primeiros desbravadores dos sertões de Pernambuco e Alagoas. 

## Biografia
Nascido na freguesia de Muribeca no ano de 1669, Antônio Vieira de Melo era filho de Bernardo Vieira de Melo, capitão de ordenanças, Fidalgo Cavaleiro da Casa Real, e de sua esposa, Maria Camelo Bezerra. Neto paterno de outro Antônio Vieira de Melo, natural de Cantanhede, capitão na Guerra Holandesa, depois sargento-mor do Cabo de Santo Agostinho, Cavaleiro Fidalgo da Casa Real e Cavaleiro da Ordem de São Bento de Avis, com promessa para ingressar como Cavaleiro da Ordem de Cristo, e de sua esposa, Margarida Muniz de Bittencourt, filha de pais madeirenses. Neto materno de Belchior Álvares Camelo, natural do termo de Baião, Capitão-Mor e Alcaide-Mor do Rio de São Francisco, homem riquíssimo, instituidor e primeiro senhor do Morgado das Alagoas, e de sua esposa, Joana Bezerra, sobrinha de Domingos Bezerra Felpa de Barbuda.
Herdeiro da grande sesmaria de Ararobá, Antônio Vieira de Melo foi um dos homens mais ricos da Capitania de Pernambuco, senhor de mais de 100 mil hectares de terras dividadas em 27 propriedades rurais, predominantemente de criação de milhares de cabeças de gado, no início da que seria chamada civilização do couro. Conhecido por autoritário e cruel, muitos foram os processos movidos contra ele pelos habitantes das regiões próximas. 
Quando jovem, Antônio Vieira de Melo se juntou ao irmão, o conhecido sertanista Bernardo Vieira de Melo, e ao bandeirante paulista Domingos Jorge Velho, na luta contra o Quilombo de Palmares, sendo responsável pela captura de um sobrinho de Zumbi. Além disso, também participou junto à esse irmão da Guerra dos Mascates, refugiando-se, após a derrota, nos sertões de Ararobá. Foi capitão de ordenanças e familiar do Santo Ofício, função que o concedia o poder de realizar prisões extrajudiciais em nome da Inquisição. Valendo-se dos cargos e do poder econômico, dominou incontestavelmente o Agreste pernambucano e alagoano durante quase todo o século XVIII. Iniciou a exploração da sesmaria de Ararobá logo após a vitória contra Palamares (o quilombo dominava as terras de sua sesmaria, impossibilitando que ocupasse a região), possivelmente por volta do ano de 1700. Seguiu-se na fundação de inúmeros sítios que, posteriormente, originariam municípios como Caruaru, Jupi, Cachoeirinha, Tacaimbó, Altinho, dentre muitos outros. Aliava-se ao índios pacíficos e combatia aos por ele considerados "índios bravos", motivo que gerou conflitos com os jesuítas e missionários, tendo em vista que oferecia aos indígenas aldeados o emprego de vaqueiro em suas fazendas, com inúmeros benefícios, o que fazia com que fugissem das missões. Além disso, tais nativos eram também empregados às centenas no exército pessoal do qual Vieira de Melo se valia para garantir o seu poderio na região.
Antônio Vieira de Melo faleceu de causas naturais no ano de 1764, no Recife, enquanto tinha a sua prisão ordenada pelo Governador Luís Diogo Lobo da Silva devido às atrocidades que cometia em Ararobá, invadindo fazendas e torturando os adversários e insubmissos na verdadeira masmorra que mantinha ao lado de uma sua senzala. 

## Genealogia
Solteiro, teve quatro filhos conhecidos, sendo dois legitimados. A sua descendência se espalhou pela região e originou algumas das principais famílias de Pernambuco. 
De uma índia desconhecida, possivelmente de etnia cariri ou xucuru:
- Josefa Maria do Ó, casada com o Coronel Cristóvão Pinto de Almeida, abastado proprietário rural e senhor de grandes sesmarias, com sucessão.
- Francisco José Bezerra de Melo, capitão de ordenanças, casado com sua prima Claudina Xavier de Sá, com sucessão.

De Leonarda Correia de Melo, mulher de origem incerta, dois filhos legitimados por Carta Régia de 1763 , herdeiros da imensa sesmaria de Ararobá:
- Antônio Vieira de Melo, casado com Brázida Maria de São José, natural da Vila das Alagoas e filha de José de Oliveira e de Maria Manuela dos Reis, com sucessão.
- Alexandre Muniz de Melo, casado com Rosa Benta Joaquina, com sucessão.